# Конрад Айкен
Конрад Поттер Айкен (5 серпня 1889, Саванна, Джорджія, США — 17 серпня 1973, Саванна, Джорджія, США) американський письменник і поет, автор більш як 50 книг, нагороджений Пулітцерівською премією (1930) за збірку «Вибрані вірші» та Національною Книжковою премією (1953) за збірку «Зібрані вірші».

## Життєпис

### Ранні роки
Айкен був перший з трьох синів  Вільяма Форда Айкена,  багатого англійського нейрохірурга,який переїхав до  Саванни, штат Джорджія, і Ганна Портер Айкен, дочки  міністра. З часом його батько став  дратівливим, непередбачуваним та жорстоким. Уранці, 27 лютого 1901, він убив свою дружину, після чого застрелився. Письменнику на той час було 11 років. Враження від трагедії він згодом передав у автобіаграфічному оповіданні  «Уессан: Есе»(1952). Він переїхав до своєї тітки в Массачусетсі. Айкен навчався в приватних школах та Міддлсекс-Скул в Конкорді, штат Массачусетс, а потім в Гарвардському університеті, де був редактором журналу «Адвокат»  разом  Т. С. Еліотом, завдяки чому вони дружили та співпрацювали впродовж усього життя.
Рання поезія  була написана частково під впливом улюбленого вчителя, філософа Джорджа Сантаяни. Тогочасні твори характеризуються глибокою музичністю  філософічністю в пошуках відповідей не лише на власні проблеми, а й питання існування сучасного світу.

### Дорослі роки

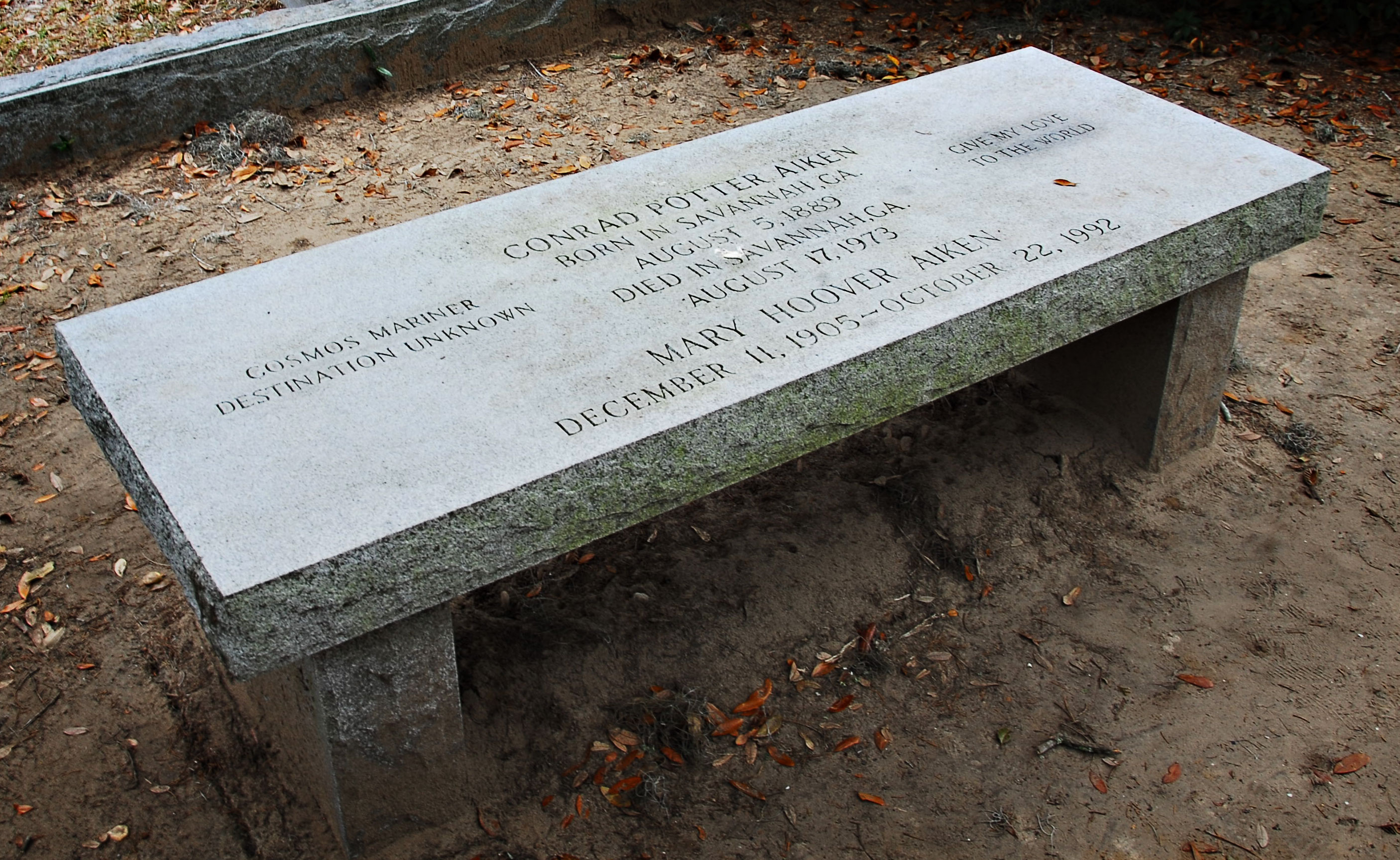
Лава на могилі письменника, Саванна, штат Джорджія

Айкен зазнав сильного впливу символізму, особливо це помітно в його ранніх роботах. У 1930 році він отримав Пулітцерівську премію в напрямку «Поезія» за збірку «Вибрані вірші». Багато творів написано на психологічну тематику. Його вірш «Музика, що я чув» було покладено на музику багатьма композиторами, серед яких Леонард Бернстайн і Генрі Коуелл.
Вивчав учення Фрейда та інших психологів.
На його могилі знаходиться камінь у вигляді лави, де викарбувані слова: «Передаю привіт світові» та «Космічний мандрівник — місцезнаходження невідоме».

## Зноски
1. 1 2  Bibliothèque nationale de France BNF: платформа відкритих даних — 2011.
2. 1 2 3 4  Roux P. d. Nouveau Dictionnaire des œuvres de tous les temps et tous les pays — 2 — Éditions Robert Laffont, 1994. — Vol. 1. — P. 28. — ISBN 978-2-221-06888-5
3. 1 2  Deutsche Nationalbibliothek Record #118644149 // Gemeinsame Normdatei — 2012—2016.
4. 1 2  Guggenheim Fellows database
5. ↑  http://bollingen.yale.edu/poet/conrad-aiken
6. ↑  Geni.com — 2006.
7. ↑  Архівована копія. Архів оригіналу за 17 липня 2014. Процитовано 12 липня 2014.{{cite web}}:  Обслуговування CS1: Сторінки з текстом «archived copy» як значення параметру title (посилання)
8. ↑  Архівована копія. Архів оригіналу за 16 травня 2015. Процитовано 28 червня 2014.{{cite web}}:  Обслуговування CS1: Сторінки з текстом «archived copy» як значення параметру title (посилання)